# Weyarn

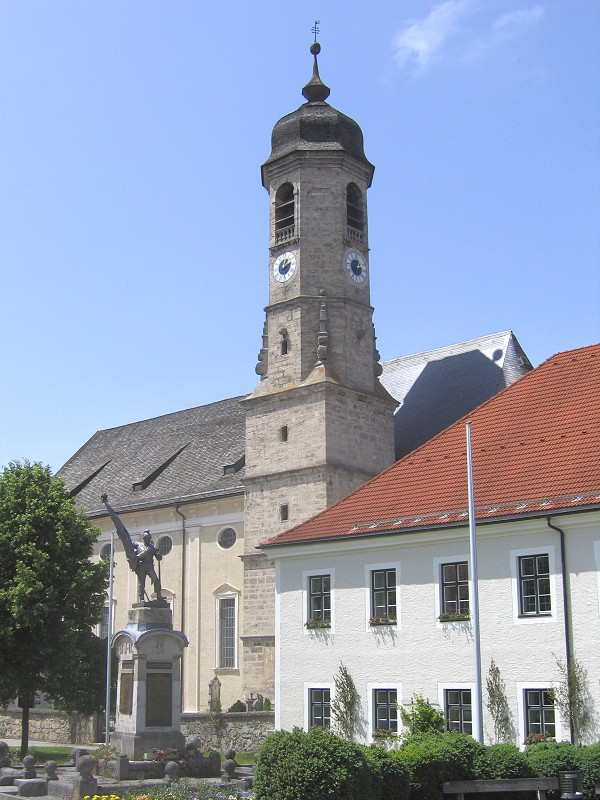
Kościół pw. św. Piotra i Pawła (St. Peter und Paul)

Weyarn – miejscowość i gmina w południowych Niemczech, w kraju związkowym Bawaria, w rejencji Górna Bawaria, w regionie Oberland, w powiecie Miesbach. Leży około 7 km na północ od Miesbach, nad rzeką Mangfall, przy autostradzie A8 i linii kolejowej Monachium – Bayrischzell.

## Demografia
Dane o ludności z 31 grudnia 2008:
| Opis                                | Ogółem | Ogółem | Kobiety | Kobiety | Mężczyźni | Mężczyźni |
| ----------------------------------- | ------ | ------ | ------- | ------- | --------- | --------- |
| Jednostka                           | osób   | %      | osób    | %       | osób      | %         |
| Populacja                           | 3407   | 100    | 1653    | 48,52   | 1754      | 51,48     |
| Wiek przedprodukcyjny (0–17 lat)    | 701    | 20,58  | 310     | 9,1     | 391       | 11,48     |
| Wiek produkcyjny (18–65 lat)        | 2176   | 63,87  | 1056    | 31      | 1120      | 32,87     |
| Wiek poprodukcyjny (powyżej 65 lat) | 530    | 15,56  | 287     | 8,42    | 243       | 7,13      |

## Polityka
Wójtem gminy jest bezpartyjny Michael Pelzer, rada gminy składa się z 16 osób.
|      | CSU | SPD | UWGGT | FWG | Razem |
| 2008 | 7   | 4   | 3     | 2   | 16    |
| 2002 | 6   | 4   | 3     | 3   | 16    |